# 朧月 (多肉植物)
朧月（おぼろづき、学名 : Graptopetalum paraguayense）は、ベンケイソウ科グラプトペタルム属の多肉植物の一種。学名を読んで、グラプトペタルム・パラグアイエンセとも言われる。

## 特徴
本種はメキシコ原産の多肉植物である。草丈は15～30cm程にまで成長するが、途中で倒伏し、匍匐もしくは、下垂する場合が多い。茎頂には直径8～12cmの白くて多肉質な葉を螺旋状に付ける。葉は、果糖（プルーム）に覆われている為、青白色をしているが、低温条件下に晒されると淡い桃色に紅葉する。葉は極めて脱落しやすいが、地上に落下すると基部から根を出して無性生殖する事が可能。花の時期は4～5月頃で、葉腋から花茎を出し、先端に小さい星型の花を付ける。花色は薄い黄色で、花弁の中央部に恋赤色の斑点が入る。

## 名称について
朧月（オボロヅキ）という名は、葉が粉でかすれている為、朧月を髣髴とさせた事にちなんでいるとされる。学名（属名の方）の由来は、ギリシャ語で「Grapatps」＋「Petalon」であり、「塗装された花弁」を意味する。これは、花弁に見られる濃淡を表している。種小名の、「Paraguayense」は「パラグアイ原産の」という意味があるが、本種はメキシコ原産である。漢名では、「石蓮花」、セキレンカと呼ばれる。

## 利用
本種は鉢植えに利用される事が多い。また、降霜が無い温暖地域では、路地植えにも使用される。ただし、加湿に弱いため、雨曝しの場所に置いていたりすると枯死する原因となる。また、耐陰性も乏しいため、日影に置いていると、徒長して姿が乱れやすいので注意する。

## 変種、交配種
ここでは主な近縁種、本種が親となった交配種を掲載する。グラプトペタルム＋セダムでグラプトセダムと呼ばれる。
- Graptosedum ′shuurei’　　（流通名：秀麗、秋麗）
- Graptosedum 'Bronz'　　（流通名：ブロンズ姫）
- Graptosedum 'Bronz 'f.vaerigata　（流通名：ピーチ姫）
- Graptosedum 'California Sunset'　　（流通名：カリフォルニアサンセット）

　※グラプトペタルム属（Graptopetalum）属に分類する場合もある。